# Armed Forces
| 전문가 평가                   | 전문가 평가 |
| 평가 점수                     | 평가 점수   |
| 출처                          | 점수        |
| ----------------------------- | ----------- |
| AllMusic                      | [ 1 ]       |
| Blender                       | [ 2 ]       |
| Chicago Tribune               | [ 3 ]       |
| Entertainment Weekly          | A+          |
| Mojo                          | [ 5 ]       |
| Pitchfork                     | 9.5/10      |
| Rolling Stone                 | [ 7 ]       |
| The Rolling Stone Album Guide | [ 8 ]       |
| Uncut                         | [ 9 ]       |
| The Village Voice             | A−          |

《Armed Forces》는 영국의 음악가 엘비스 코스텔로가 1979년 영국의 레이더 레코드와 미국의 컬럼비아 레코드에 의해 발매된 세 번째 스튜디오 음반이다. 이 음반은 그의 두 번째 음반으로, 공식적으로 더 어트랙션스를 커버에 올린 첫 번째 음반이다. 그 음반에는 《Emotional Fascism》이라는 작업 제목이 붙어 있었다.
북미 버전은 〈Sunday's Best〉 트랙을 생략하고 코스텔로의 닉 로우의 〈(What's So Funny 'Bout) Peace, Love, and Understanding〉 버전으로 대체했고, 로우의 〈American Squirm〉 싱글의 B-사이드로 지난 11월에 발매되었다. 영국과 미국에서 이 음반의 최초 출판물에는 홍보용 3곡 EP인 《Live at Hollywood High》도 포함되어 있다.
《Armed Forces》는 《Q》 잡지와 《롤링 스톤》의 다양한 "가장 위대한 음반" 목록에 올랐다.

## 배경
1978년 펑크가 영감을 받은 《This Year's Model》 이후, 코스텔로는 뉴 웨이브에 더 영향을 받는 방향으로 움직였다. 코스텔로는 이 변화를 설명하면서 "당시에는 우리가 《This Year's Model》이라는 사운드에서 불가능할 정도로 정교한 도약을 하는 것처럼 보였지만, 지금은 듣는 사람과 노래 사이에 앉아 있는 생산 장치가 거의 없습니다. 더 어텐션스 공연의 자신감과 응집력은 12개월간의 치열한 투어의 산물입니다. 그 세션들이 반대와 긴장감 없이 진행되지는 않았지만, 우리는 아마도 다시는 이런 수준의 일관된 음악적 합의를 보지 못했을 것입니다."
《Armed Forces》는 원래 《Emotional Fascism》이라는 이름을 붙일 예정이었다. 코스텔로는 "그 제목에서 두 세 개의 반 형식의 개념이 불안하게 충돌했습니다. 비록 제가 노래를 통해 흐르는 '주제'처럼 자의적인 것을 가지고 있다는 것을 결코 인정하지 않았을지라도요. 녹음이 완성되거나 사후판단을 통해 나타난 어떤 패턴도 그렇게 했다. 개인적이고 세계적인 문제들이 같은 어휘로 말하고, 아마도 이것은 실수였을 것이에요. 배신과 살인은 같은 것이 아니다. 그 중 첫번째는 소울을 망칠 뿐이에요. 고도로 충원된 언어 중 일부는 이제 약간 순진해 보일지도 모르고, 속임수로 가득 차 있고 거의 역설을 가지고 몇몇 노래들을 압도하고 개인적이고 비밀스러운 의미들로 쌓여가요. 저는 아직 24살도 되지 않았고 모든 것을 알고 있다고 생각했어요".

## 커버 아트
이 음반의 커버 아트는 주로 바니 버블스와 바주카에 의해 디자인된 반면, 한 무리의 도장을 찍는 코끼리가 등장하는 영국 LP 커버는 톰 포그슨이 디자인했다. LP의 초창기 음반에는 다이컷 접이식 소매가 있으며, 밴드의 엽서 4장도 포함되어 있었다. 미국 버전은 표준 LP 재킷을 선택했고, 덮개를 위해 버블스와 바주카에 의해 흩어진 페인트 조각 삽화들을 선보였는데, 이 그림들은 접힌 영국 버전에도 적용되었다.
최초 보도에는 1978년 6월 4일에 녹음된 보너스 EP 《Live at Hollywood High》도 포함되었고, 초기 영국 카피에는 "Free EP inside"라는 문구가 적힌 빨간색과 노란색 스티커가 앞면에 붙어 있었다.
이 음반은 서로 다른 지역에서 다양한 구성으로 발매되었으며, 두 개의 서로 다른 커버 디자인과 보너스 EP를 포함하거나 제외하였다.

## 곡 목록
모든 곡들은 엘비스 코스텔로에 의해 작사/작곡하였다.
| #  | 제목                      | 재생 시간 |
| -- | ------------------------- | --------- |
| 1. | 〈Accidents Will Happen〉 | 3:00      |
| 2. | 〈Senior Service〉        | 2:17      |
| 3. | 〈Oliver's Army〉         | 2:58      |
| 4. | 〈Big Boys〉              | 2:54      |
| 5. | 〈Green Shirt〉           | 2:42      |
| 6. | 〈Party Girl〉            | 3:20      |

| #  | 제목                   | 재생 시간 |
| -- | ---------------------- | --------- |
| 1. | 〈Goon Squad〉         | 3:14      |
| 2. | 〈Busy Bodies〉        | 3:33      |
| 3. | 〈Sunday's Best〉      | 3:22      |
| 4. | 〈Moods for Moderns〉  | 2:48      |
| 5. | 〈Chemistry Class〉    | 2:55      |
| 6. | 〈Two Little Hitlers〉 | 3:18      |

## 인증
}
}
}
}
| 국가                       | 인증     | 판매량/출하량 |
| -------------------------- | -------- | ------------- |
| 캐나다 (뮤직 캐나다)       | 플래티넘 | 100,000^      |
| 뉴질랜드 (RMNZ)            | 골드     | 7,500^        |
| 영국 (BPI)                 | 플래티넘 | 300,000^      |
| 미국 (RIAA)                | 골드     | 500,000^      |
| ^출하량을 기반으로 한 인증 |          |               |